# پانالپینا
پانالپینا (انگلیسی: Panalpina) شرکت ترابری سوئیسی است، که در سال ۱۹۳۵ تأسیس شد.